# خوسيه لويس كامبي
خوسيه لويس كامبي (بالإسبانية: José Luis Campi)‏ هو لاعب كرة قدم أرجنتيني، ولد في 27 يناير 1971 في سان ميغيل دي توكومان في الأرجنتين. لعب مع أتلتيكو أتلانتا.

## وصلات خارجية
- خوسيه لويس كامبي على موقع قاعدة بيانات كرة القدم.إي يو (الإنجليزية)